# Chloe Pirrie
Chloe Pirrie (Edimburgo, 25 agosto 1987) è un'attrice scozzese.

## Biografia
All'età di 18 anni Chloe Pirrie si è trasferita a Londra per frequentare la Guildhall School of Music and Drama, laureandosi nel 2009. Nel 2012 è stata protagonista del film Shell, grazie al quale trionfa ai British Independent Film Awards 2013 come Miglior esordiente. Nel 2015 ha avuto un ruolo in Youth - La giovinezza, diretto da Paolo Sorrentino, mentre l'anno seguente nelle serie Guerra e pace e The Living and the Dead.
Nel 2017 ha interpretato Eileen Parker nella seconda stagione di The Crown. Nel 2020 ha condiviso lo schermo con Anya Taylor-Joy nel film Emma. e nella miniserie La regina degli scacchi.

## Filmografia

### Cinema
- Shell, regia di Scott Graham (2012)
- Blood Cells, regia di Joseph Bull e Luke Seomore (2014)
- Youth - La giovinezza (Youth), regia di Paolo Sorrentino (2015)
- Burn Burn Burn, regia di Chanya Button (2015)
- Look the Other Way and Run, regia di David Luke Rees (2020)
- Emma., regia di Autumn de Wilde (2020)
- Kindred, regia di Joe Marcantonio (2020)

### Televisione
- Doctors – serial TV, 1 puntata (2010)
- Black Mirror – serie TV, episodio 2x03 (2013)
- Misfits – serie TV, episodio 5x05 (2013)
- The Game – serie TV, 6 episodi (2014)
- An Inspector Calls – film TV, regia di Aisling Walsh (2015)
- The Last Panthers – serie TV, 4 episodi (2015)
- Guerra e pace (War & Peace), regia di Tom Harper – miniserie TV, 4 puntate (2016)
- The Living and the Dead – serie TV, 4 episodi (2016)
- Brief Encounters – miniserie TV, 6 puntate (2016)
- To Walk Invisible – film TV (2016)
- Delitti in Paradiso (Death in Paradise) – serie TV, episodio 6x07 (2017)
- The Crown – serie TV, 3 episodi (2017)
- Troy - La caduta di Troia (Troy: Fall of a City) – miniserie TV, 8 puntate (2018)
- The Victim, regia di Niall MacCormick – miniserie TV, 4 puntate (2019)
- Carnival Row – serie TV, 5 episodi (2019-2023)
- Temple – serie TV, 7 episodi (2019)
- La regina degli scacchi (The Queen's Gambit), regia di Scott Frank – miniserie TV, 6 puntate (2020)
- Hanna – serie TV, 6 episodi (2021)
- In nome del cielo (Under the Banner of Heaven) – miniserie TV, 7 puntate (2022)
- Industry – serie TV, episodio 3x05 (2024)
- Dept. Q - Sezione casi irrisolti (Dept. Q) – serie TV, 9 episodi (2025)

## Doppiatrici italiane
Nelle versioni in italiano delle opere in cui ha recitato, Chloe Pirrie è stata doppiata da:
- Gemma Donati in Guerra e pace, Emma., Temple
- Chiara Gioncardi in The Crown, Carnival Row, The Victim
- Eva Padoan ne La regina degli scacchi, In nome del cielo, Dept. Q - Sezione casi irrisolti
- Domitilla D'Amico in Youth - La giovinezza
- Laura Lenghi in Black Mirror
- Paola Majano in Troy - La caduta di Troia